# Manolo Gabbiadini
Manolo Gabbiadini (Calcinate, 26 november 1991) is een Italiaans voetballer die als aanvaller speelt. Hij verruilde Southampton in januari 2019 voor UC Sampdoria. Gabbiadini debuteerde in 2012 in het Italiaans voetbalelftal.
Gabbiadini is een broer van voetbalster Melania Gabbiadini.

## Carrière
Gabbiadini stroomde in 2009 door vanuit de jeugd van Atalanta Bergamo, op dat moment actief in de Serie A. Na twee wedstrijden in het eerste elftal verhuurde de club hem gedurende het seizoen 2010/11 aan AS Cittadella, waarmee hij in de Serie B ging spelen. Na zijn terugkeer bij Atalanta kwam hij dat seizoen 23 competitiewedstrijden uit in de Serie A. Daarin werd hij dat jaar twaalfde met de club.
Gabbiadini verhuisde in 2012 naar toenmalig landskampioen Juventus, maar speelde er geen wedstrijd in de hoofdmacht. De club verhuurde hem een jaar aan Bologna FC 1909 en deed hem vervolgens definitief over aan UC Sampdoria. Hier kreeg hij een basisplaats.
Na 47 competitiewedstrijden in anderhalf jaar tijd bij Sampdoria, tekende Gabbiadini in januari 2015 een contract bij SSC Napoli. Dat betaalde circa €13.000.000,- voor hem aan Sampdoria. De helft daarvan ging naar Juventus, dat nog vijftig procent van de transferrechten van Gabbiadini bezat.

## Clubstatistieken
| Seizoen | Club             | Competitie     | Competitie | Competitie | Beker | Beker | Internationaal | Internationaal | Totaal | Totaal |
| Seizoen | Club             | Competitie     | Wed.       | Dlp.       | Wed.  | Dlp.  | Wed.           | Dlp.           | Wed.   | Dlp.   |
| ------- | ---------------- | -------------- | ---------- | ---------- | ----- | ----- | -------------- | -------------- | ------ | ------ |
| 2009/10 | Atalanta Bergamo | Serie A        | 2          | 0          | 0     | 0     | —              | —              | 2      | 0      |
| 2010/11 | → AS Cittadella  | Serie B        | 27         | 5          | 2     | 0     | —              | —              | 29     | 5      |
| 2011/12 | Atalanta Bergamo | Serie A        | 23         | 1          | 1     | 1     | —              | —              | 24     | 2      |
| 2012/13 | Juventus FC      | Serie A        | 0          | 0          | 0     | 0     | 0              | 0              | 0      | 0      |
| 2012/13 | → Bologna FC     | Serie A        | 30         | 6          | 1     | 1     | —              | —              | 31     | 7      |
| 2013/14 | UC Sampdoria     | Serie A        | 34         | 8          | 1     | 2     | —              | —              | 35     | 10     |
| 2014/15 | UC Sampdoria     | Serie A        | 13         | 7          | 2     | 2     | —              | —              | 15     | 9      |
| 2014/15 | SSC Napoli       | Serie A        | 20         | 8          | 4     | 1     | 6              | 2              | 30     | 11     |
| 2015/16 | SSC Napoli       | Serie A        | 23         | 5          | 1     | 0     | 6              | 4              | 30     | 9      |
| 2016/17 | SSC Napoli       | Serie A        | 13         | 3          | 1     | 1     | 5              | 1              | 19     | 5      |
| 2016/17 | Southampton FC   | Premier League | 11         | 4          | 1     | 2     | —              | —              | 12     | 6      |
| 2017/18 | Southampton FC   | Premier League | 28         | 5          | 5     | 0     | —              | —              | 33     | 5      |
| 2018/19 | Southampton FC   | Premier League | 12         | 1          | 3     | 0     | —              | —              | 15     | 1      |
| 2018/19 | UC Sampdoria     | Serie A        | 18         | 4          | 0     | 0     | —              | —              | 18     | 4      |
| 2019/20 | UC Sampdoria     | Serie A        | 12         | 4          | 2     | 1     | —              | —              | 14     | 5      |
| Totaal  | Totaal           | Totaal         | 266        | 61         | 24    | 11    | 17             | 7              | 307    | 79     |

## Nationaal elftal
Gabbiadini debuteerde op 15 augustus 2012 in het Italiaans voetbalelftal, in een oefeninterland tegen Engeland. In die wedstrijd debuteerden ook Federico Peluso, Ezequiel Schelotto, Andrea Poli, Marco Verratti, Mattia Destro, Stephan El Shaarawy en Diego Fabbrini. Hij nam met Italië –21 deel aan het EK –21 van 2013, waar Jong Italië in de finale met 4–2 verloor van Spanje –21.